# Кулер (аппарат)
Ку́лер (англ. cooler — «охладитель»; фр. couler «лить», «доить») — аппарат, предназначенный для раздачи охлаждённой или кипячёной воды. Также существует название «диспенсер».
Кулер может иметь дополнительные функции: газирование, фильтрация, обеззараживание и др. Дополнительно кулеры могут иметь шкафчик, озонатор или холодильник. Некоторые модели комплектуются сменным баллоном с углекислым газом и могут газировать разливаемую холодную воду. Для обеззараживания воды или камеры шкафчика иногда используется озонатор.
Самые простые модели представляют собой держатель для бутыли с подставкой для стакана, в данном варианте кулера не имеется охлаждения воды. Более дорогие модели могут иметь подогрев и охлаждение (компрессорное и электронное с помощью элементов Пельтье). Выпускаются также дозаторы с системой фильтрации (пурифайеры), которые подключаются к системе питьевого водоснабжения здания.
Чаще всего вода раздается из стандартных 12- или 19-литровых бутылей (при наличии переходника — и 5-литровых).
Кулеры производятся как в напольном, так и в настольном исполнении. В напольном исполнении есть кулеры с верхней и нижней установкой бутылей. Также напольные кулеры с компрессорным охлаждением оснащаются иногда небольшой по объёму холодильной камерой (морозильная камера для поддержания отрицательной температуры как правило у них отсутствует) для хранения небольшого количества скоропортящихся продуктов, такие кулеры позволяют разместить бутыль для воды только сверху. Кулер с нижней установкой бутыли оснащается насосом для подачи воды, в то время как в кулере с верхней установкой вода поступает самотёком под собственным весом в промежуточный резервуар, от которого идут трубки к ёмкости для охлаждения и к ёмкости для нагрева воды. Нагрев воды — электрический, с помощью ТЭНа, при использовании низкокачественной воды на ТЭНе образуется заметное количество накипи. В случае охлаждения воды термоэлектрическим модулем кулер оснащается дополнительно вентилятором в корпусе и радиатором, компрессорный же имеет небольшой теплообменник-испаритель, через который проходит вода. Термореле не позволяет переохладить воду в теплообменнике до температуры замерзания, в более совершенных кулерах с охлаждением имеется электронный терморегулятор.